# Chiesa di San Giovanni Battista (Brenzone sul Garda)
La chiesa di San Giovanni Battista è la parrocchiale di Magugnano, frazione-capoluogo del comune sparso di Brenzone sul Garda, in provincia e diocesi di Verona; fa parte del vicariato del Lago Veronese-Caprino.

## Storia
Il primitivo luogo di culto di Magugnano, dipendente dal monastero veronese di Santa Maria in Organo, sorse presumibilmente tra i secoli XII e XIII; divenne autonoma verso la metà del Quattrocento, allorché venne eretta in parrocchiale.
Nel 1567 il vescovo di Verona Agostino Valier, durante la sua visita pastorale, trovò che la chiesa era stata riedificata da poco.
La parrocchia di Magugnano, inizialmente molto estesa, fu ridotta di dimensioni tra il XVII e XVIII secolo con l'istituzione delle due parrocchie di Castello e di Castelletto.
Nel 1882 si ruppe una catena che sosteneva le travature del tetto; si rese quindi necessario un intervento di consolidamento, condotto tra il 1885 e il 1890, terminato il quale la chiesa fu riaperta al culto.
Le decorazioni vennero eseguite nel 1961 e, nella seconda metà di quel decennio, la parrocchiale fu adeguata alle norme postconciliari mediante l'aggiunta dell'altare rivolto verso l'assemblea.
Nel 2005 la chiesa venne interessata da un intervento di restauro su disegno dell'architetto Tiziano Maestrello.

## Descrizione

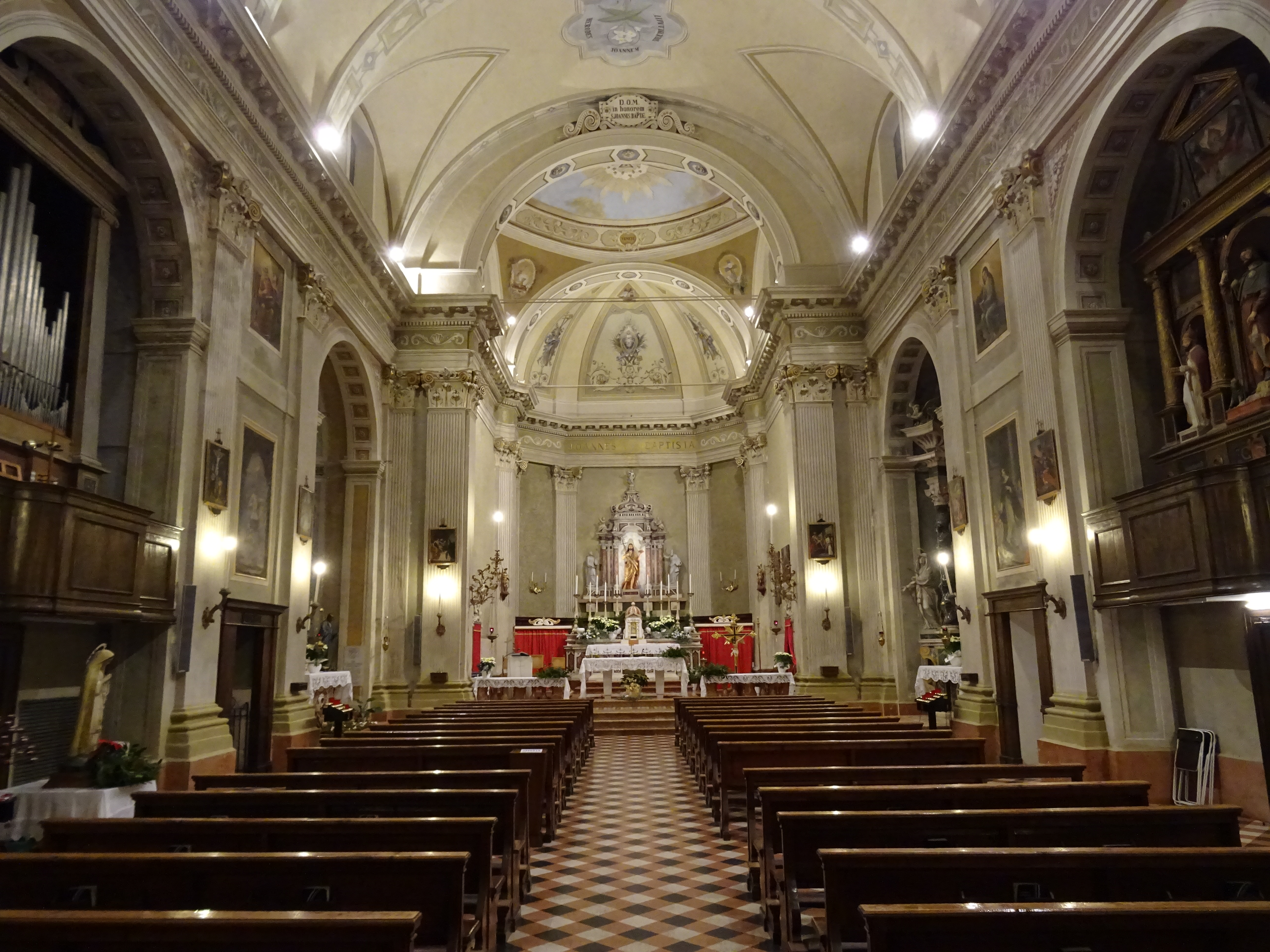
Interno

### Facciata
La facciata a capanna della chiesa, rivolta a ponente, è scandita da paraste laterali sorreggenti il timpano triangolare e presenta il portale d'ingresso architravato e sopra il rosone.
Annesso alla parrocchiale è il campanile a pianta quadrata, la cui cella presenta su ogni lato una monofora a tutto sesto ed è coronata dalla guglia conoidale.

### Interno
L'interno dell'edificio si compone di un'unica navata, sulla quale si affacciano le cappelle laterali introdotte da archi a tutto sesto e le cui pareti sono scandite da paraste sorreggenti la trabeazione modanata e aggettante sopra la quale si imposta la volta a botte ribassata; al termine dell'aula si sviluppa il presbiterio, rialzato di alcuni gradini e chiuso dall'abside di forma semicircolare.